# Demonax breveapicalis
Demonax breveapicalis là một loài bọ cánh cứng trong họ Cerambycidae.